# 11月14日
11月14日（じゅういちがつじゅうよっか）は、グレゴリオ暦で年始から318日目（閏年では319日目）にあたり、年末まであと47日ある。

## できごと
- 1305年 - クレメンス5世がフランスのリヨンにあるサン=ジュスト教会（現存せず）にて戴冠された。教皇への選出、就任は1305年6月5日。
- 1690年（元禄3年10月14日） - 水戸藩の徳川光圀が隠居。
- 1804年（文化元年10月13日） - 華岡青洲が世界初の麻酔を使った手術に成功[1]。
- 1860年 - 清とロシア帝国が北京条約に調印。
- 1868年（明治元年10月1日） - 戊辰戦争：弘道館戦争。
- 1875年 - 明六雑誌が停刊。
- 1888年 - パリにパスツール研究所が設立。
- 1889年 - ネリー・ブライが八十日間世界一周の旅に出発。72日6時間11分14秒で達成。
- 1897年 - ドイツ軍が山東半島南西岸の膠州湾を占領（膠州湾租借地）。
- 1901年 -  カール・ラントシュタイナーがABO式血液型を発表。なお、この時点では血液型がA型、B型、C型（後にO型に改称）の3つであるとされた。
- 1907年 - 日本統治下の台湾で北埔事件おこる。
- 1910年 - ユージン・バートン・イーリーが史上初の艦上からの飛行機の離陸に成功。
- 1917年 - 浅野造船所で暴動が発生。労働者6000余人が参加[2]。
- 1918年 - チェコスロバキアの革命国民議会で共和国宣言。
- 1918年 - 武者小路実篤が宮崎県木城町に「新しき村」の建設に着手[3]。
- 1922年 - BBCがラジオ放送を開始。
- 1930年 - 濱口雄幸首相が東京駅で右翼青年佐郷屋留雄に狙撃され重傷。
- 1940年 - コヴェントリー空襲（英語版）。ドイツ空軍がイギリスのコヴェントリーを空襲する。
- 1951年 - 天野貞祐文相が、教育勅語に代わる国民道徳の基本として国民実践要領大綱を発表。言論界や教育界から猛反発を受け27日に撤回。
- 1952年 - ニュー・ミュージカル・エクスプレス誌がイギリス初のシングルチャートを掲載。
- 1955年 - 石川県の北陸鉄道松金線がこの日の運転をもって廃止。
- 1957年 - ニューヨーク州アパラチンにマフィア幹部が集結してアパラチン会議が行われる。
- 1961年 - 通産省が、岡山県水島と山口県徳山に石油化学コンビナート第1号の設立を認可。
- 1965年 - ベトナム戦争: イア・ドラン渓谷の戦いが始まる。
- 1965年 - 鹿児島県の鹿児島交通知覧線が廃止。
- 1968年 - 皇居新宮殿が落成。
- 1969年 - アメリカの2機目の有人月宇宙船「アポロ12号」が打ち上げ。
- 1969年 - 浦和地方裁判所が狭山事件の裁判に抗議する男らに一時占拠される[4]。
- 1970年 - ソビエト連邦が国際民間航空機関 (ICAO) に加盟。ロシア語がICAOの第4の公用語になる。
- 1970年 - 東京都渋谷で日本初のウーマン・リブの大会が開かれる。
- 1971年 - アメリカの火星探査機「マリナー9号」が火星周回軌道に到達。初の地球以外の惑星を回る人工衛星となる。
- 1971年 - 中核派が渋谷で暴動を起こし、警官1人が死亡。（渋谷暴動事件）
- 1971年 - 青函トンネルで北海道側の本坑の起工式。
- 1973年 - 関門海峡をまたぐ関門橋が開通。
- 1982年 - 浜松基地で行われた航空祭で展示飛行していたブルーインパルスに所属しているT-2練習機のうち1機（4番機）が「下向き空中開花」演技中に墜落、パイロット1名が死亡し、周辺住民12名が負傷。
- 1983年 - 日本の3代目の南極観測船「しらせ」が就役。
- 1986年 - 日本テレビ、人気刑事ドラマ『太陽にほえろ!』が終了、14年4か月の歴史に幕（全718回）。
- 1989年 - 前年7月の潜水艦なだしお衝突事故で、なだしおの艦長が衝突時の航海日誌の改竄をしていたことが判明。
- 1990年 - ドイツ・ポーランド両国が、オーデル・ナイセ線が両国の国境であることを確認するドイツ・ポーランド国境条約に調印。
- 1991年 - カンボジアのノロドム・シハヌーク元国王が13年間の亡命を終え首都プノンペンに戻る。
- 1994年 - イギリス・フランス海峡下のユーロトンネルでユーロスターが営業運転を開始。
- 2003年 - 小惑星セドナが発見される。
- 2006年 - 新潟県神林村男子中学生自殺事件が発生。
- 2007年 - 浦和レッズがアジアチャンピオンズリーグで日本勢初優勝。
- 2009年 - 釜山射撃場火災。15人が死亡。
- 2019年 - 令和の大嘗祭の中心となる儀式「大嘗宮の儀」が15日にかけて執り行われる[5]。

## 誕生日

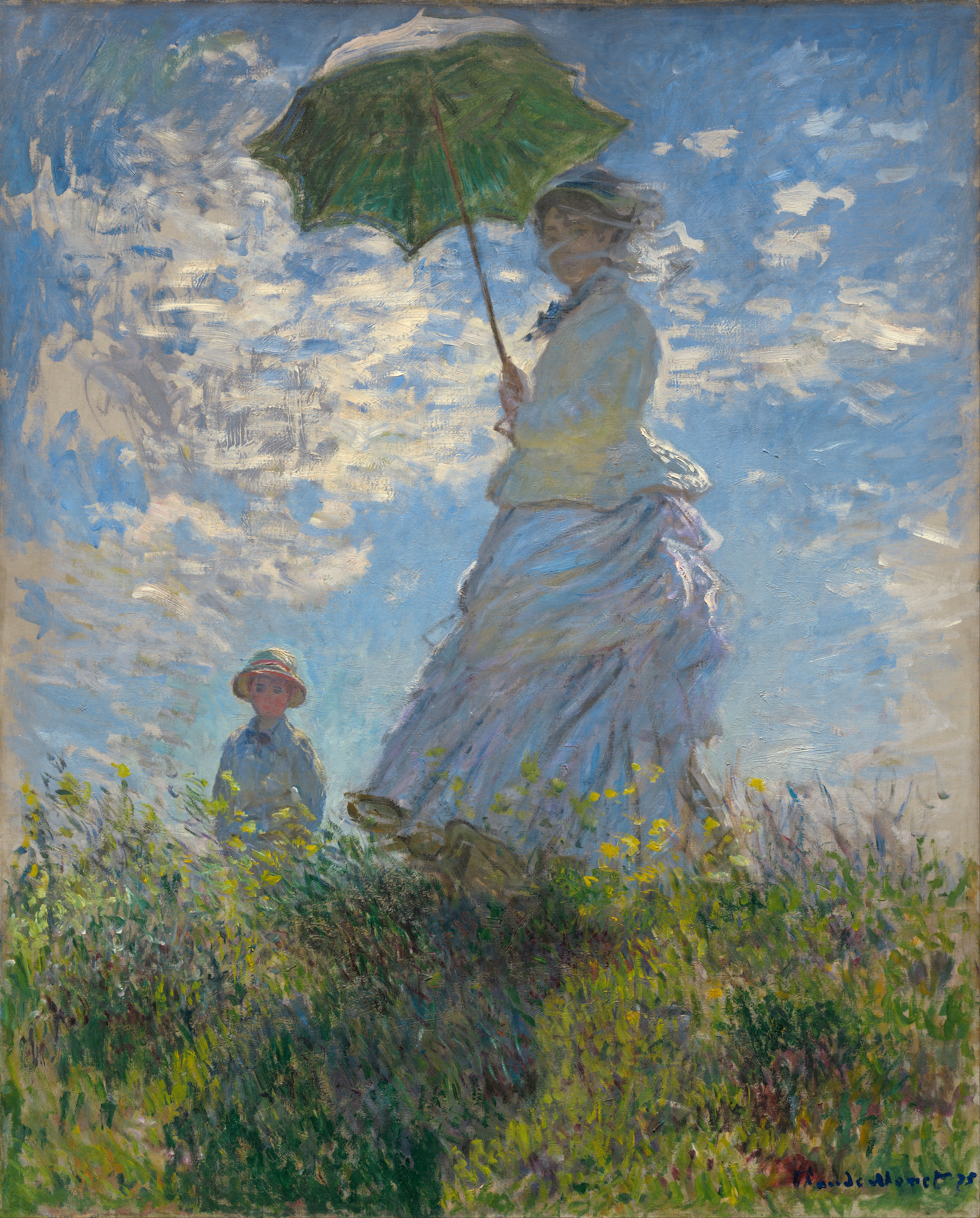
クロード・モネ(1840-1914)誕生。画像は《パラソルを差す女》(1875)

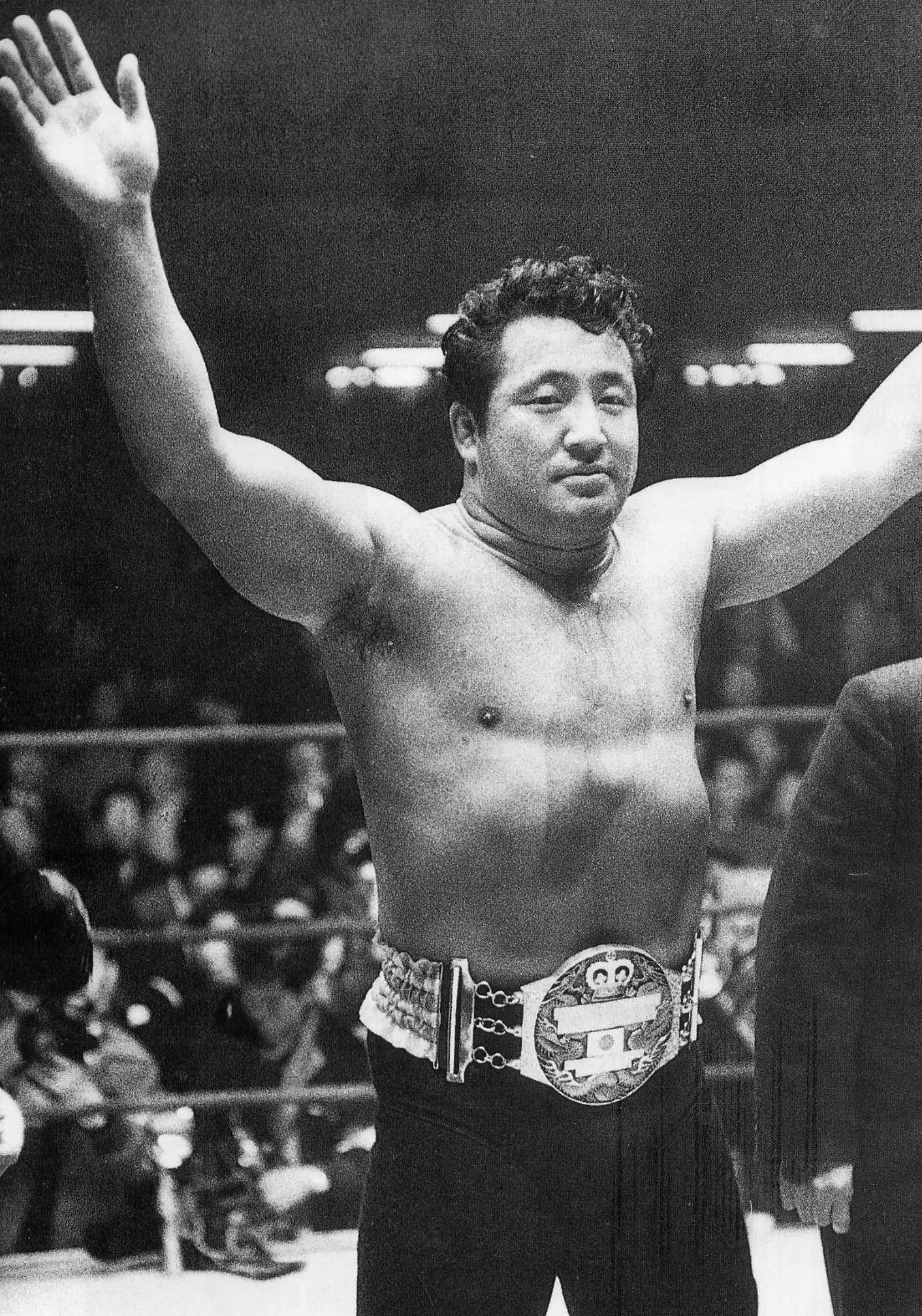
力道山(1924-1963)誕生

- 1650年 - ウィリアム3世、イングランド王（+ 1702年）
- 1665年（寛文5年10月8日） - 保科正賢、第5代飯野藩主（+ 1715年）
- 1741年（寛保元年10月7日） - 土井利貞、第4代大野藩主（+ 1807年）
- 1759年（宝暦9年9月25日） - 植村家利、第8代高取藩主（+ 1785年）
- 1765年 - ロバート・フルトン、発明家（+ 1815年）
- 1771年 - マリー・フランソワ・クサヴィエ・ビシャ、医学者（+ 1802年）
- 1778年 - ヨハン・ネポムク・フンメル、作曲家（+ 1837年）
- 1782年 - ジョン・ブランチ、アメリカ合衆国海軍長官（+ 1863年）
- 1797年 - チャールズ・ライエル、地質学者（+ 1875年）
- 1825年（文政8年10月5日） - 亀井茲監、第11代津和野藩主（+ 1885年）
- 1829年 - カール・ヴィルヘルム・フォン・クッパー、解剖学者（+ 1902年）
- 1831年 - フランツ・フォン・ヤウナー、演出家（+ 1900年）
- 1840年 - クロード・モネ、画家（+ 1926年）
- 1844年 - 松本重太郎、実業家（+ 1913年）
- 1863年 - レオ・ベークランド、化学者（+ 1944年）
- 1864年 - 田中隆三、政治家（+1940年）
- 1877年 - ノーマン・ブルックス、テニス選手（+ 1968年）
- 1879年 - 菊池契月、画家（+ 1955年）
- 1881年 - 田子一民、政治家（+ 1963年）
- 1884年 - カミーユ・ガット (Camille Gutt)、政治家（+ 1971年）
- 1889年 - ジャワハルラール・ネルー、政治家、初代インド首相（+ 1964年）
- 1891年 - フレデリック・バンティング、医師、インスリンの発見者（+ 1941年）
- 1892年 - デュドネ・コスト、パイロット（+ 1973年）
- 1895年 - 杉本勝次、政治家（+ 1987年）
- 1900年 - アーロン・コープランド、作曲家（+ 1990年）
- 1901年 - 仁木他喜雄、作曲家、編曲家（+ 1958年）
- 1907年 - アストリッド・リンドグレーン、児童文学作家（+ 2002年）
- 1907年 - ウィリアム・スタイグ、漫画家、児童文学作家（+ 2003年）
- 1908年 - 南條範夫、作家（+ 2004年）
- 1908年 - ジョセフ・マッカーシー、政治家（+ 1957年）
- 1910年 - エリー・ボール、プロゴルファー（+ 2014年）
- 1911年 - 井関尚栄、法医学者（+ 1986年）
- 1912年 - 今福祝、元NHKアナウンサー（+ 1978年）
- 1915年 - ディグビー・ボルツェル (E. Digby Baltzell)、社会学者（+ 1996年）
- 1917年 - 朴正煕、政治家、5 - 9代韓国大統領（+ 1979年）
- 1917年 - 五味芳夫、元プロ野球選手（+ 1988年）
- 1921年 - 山根敏子、外交官（+ 1956年）
- 1922年 - ブトロス・ブトロス＝ガーリ、第6代国連事務総長（+ 2016年）
- 1922年 - 安田武、社会評論家（+ 1986年）
- 1922年 - 伊賀貞雪、政治家
- 1924年 - 力道山光浩、プロレスラー、大相撲力士（+ 1963年）
- 1924年 - 鈴木登紀子、料理研究家（+ 2020年）
- 1925年 - 伊賀貞雪、政治家
- 1926年 - 武智文雄、元プロ野球選手（+ 2013年）
- 1926年 - 関本忠弘、経営者（+ 2007年）
- 1926年 - レオニー・リザネック (Leonie Rysanek)、オペラ歌手（+ 1998年）
- 1927年 - ナルシソ・イエペス、ギター奏者（+ 1997年）
- 1928年 - 曽根康治、柔道家（+ 1981年）
- 1930年 - エドワード・ホワイト、宇宙飛行士（+ 1967年）
- 1932年 - 普久原恒勇、作曲家（+ 2022年）
- 1932年 - 八木正生、作曲家（+ 1991年）
- 1932年 - 横田滋、横田めぐみの父、北朝鮮による拉致被害者家族連絡会設立者、日本銀行職員（+2020年）
- 1933年 - 遠藤章、化学者（+ 2024年）
- 1933年 - 梶原拓、政治家、元岐阜県知事（+ 2017年）
- 1933年 - フレッド・ヘイズ、宇宙飛行士
- 1934年 - 東陽一、映画監督
- 1934年 - デイヴ・マッケイ、プロサッカー選手（+ 2015年）
- 1935年 - フセイン1世、ヨルダン国王（+ 1999年）
- 1935年 - 南野知惠子、参議院議員
- 1936年 - アントニオ・ガデス (Antonio Gades)、舞踊家（+ 2004年）
- 1936年 - 山本正司、騎手（+ 2016年）
- 1936年 - キャリー・ベル、ハーモニカ奏者（+ 2007年）
- 1938年 - 島崎春荷、書家
- 1938年 - 白石太一郎、考古学者
- 1939年 - 尾岸孝雄、政治家（+ 2018年[6]）
- 1940年 - 岸本光造、政治家（+ 2002年）
- 1941年 - 毛綱毅曠、建築家（+ 2001年）
- 1942年 - 中村勝行、脚本家（+ 2022年）
- 1942年 - ナターリヤ・グートマン、チェリスト
- 1943年 - 鈴木克昌、政治家
- 1943年 - ピーター・ノートン、コンピューター技術者
- 1943年 - 四方章人、作曲家
- 1943年 - 安田南、歌手
- 1944年 - 城野昭、アナウンサー
- 1945年 - サトル・サトウ、画家、造形作家
- 1946年 - 丸山孝彦、元大相撲力士
- 1946年 - 桂南八、落語家（+ 2007年）
- 1946年 - 阿藤快、俳優（+ 2015年）
- 1947年 - バックウィート・ザディコ、アコーディオン奏者（+ 2016年）
- 1947年 - 仁井谷俊也、作詞家
- 1948年 - チャールズ3世、イギリス国王
- 1948年 - 梶田信一郎、内閣法制局長官
- 1948年 - 笹倉明、小説家
- 1948年 - 青葉城幸雄、元大相撲関脇、年寄11代不知火
- 1949年 - 西城隆詞、アニメデザイナー
- 1949年 - 速水亮、俳優
- 1949年 - ピエール・ブヨヤ、政治家、軍人（+ 2020年）
- 1950年 - 楠橋高幸、元プロ野球選手
- 1951年 - 安永徹、ミュージシャン
- 1952年 - 小林繁、元プロ野球選手（+ 2010年）
- 1952年 - すわ親治、タレント
- 1952年 - クリス・ヌーナン、映画監督、脚本家
- 1953年 - 西川廣人、実業家
- 1953年 - ドミニク・ド・ビルパン、政治家、外交官、18代フランス首相
- 1953年 - イゴール・ボブリン、フィギュアスケート選手
- 1953年 - 渡辺省吾、元プロ野球選手
- 1954年 - コンドリーザ・ライス、アメリカ合衆国国務長官
- 1954年 - ベルナール・イノー、自転車プロロードレース選手
- 1954年 - ウィリー・ヘルナンデス、元野球選手（+ 2023年）
- 1955年 - 中野浩一、元競輪選手、タレント
- 1955年 - 早野宏史、サッカー選手、監督
- 1955年 - 河岡義裕、医学者
- 1956年 - 小山裕史、ボディビルダー
- 1960年 - 阿部公江、アナウンサー
- 1961年 - 横見浩彦、トラベルライター（+ 2025年）
- 1962年 - 田中敦子、声優（+ 2024年）
- 1962年 - 小野瀬雅生、ミュージシャン（クレイジーケンバンド）
- 1962年 - こおろぎさとみ、声優
- 1963年 - あめくみちこ、女優
- 1963年 - 山本幸二、元プロ野球選手
- 1963年 - 古溝克之、元プロ野球選手
- 1963年 - 平仲明信、ボクサー
- 1964年 - 久保こーじ、作曲家
- 1965年 - 立見里歌、タレント
- 1965年 - 宇仁菅真、俳優
- 1966年 - 白沢みき、ジャーナリスト
- 1966年 - カート・シリング、元プロ野球選手
- 1966年 - ティム・スコルド、ギタリスト、プロデューサー（マリリン・マンソン）
- 1966年 - 森本里菜、漫画家
- 1966年 - 谷川明美、アナウンサー（+ 2007年）
- 1966年 - 松本卓也、元プロ野球選手
- 1966年 - 木内九二生、プロ野球審判員
- 1967年 - 手倉森浩、元サッカー選手
- 1967年 - 手倉森誠、元サッカー選手
- 1967年 - ニーナ・ゴードン、ミュージシャン
- 1968年 - 雫井脩介、作家
- 1969年 - 沢木美佳子、タレント、アナウンサー
- 1969年 - 鈴木英哉、ミュージシャン（Mr.Children）
- 1969年 - 西川弘剛、ミュージシャン（GRAPEVINE）
- 1969年 - 塚本善之、元プロ野球選手
- 1970年 - パトリック・ハーラン、タレント（パックンマックン）
- 1970年 - 吉田佳史、ミュージシャン（TRICERATOPS）
- 1971年 - 上坂都子、女優
- 1971年 - 森崎博之、俳優、タレント（TEAM-NACS）
- 1972年 - ジョシュ・デュアメル、俳優
- 1973年 - 川上テルヒサ、パンク演歌シンガーソングライター
- 1973年 - 朱門みず穂、女優
- 1973年 - 大沢さやか、女優
- 1973年 - 枝松順一、元アナウンサー
- 1973年 - ルーベン・リベラ、プロ野球選手
- 1973年 - 斉藤瑞樹、声優（+ 2015年）
- 1973年 - 岡本美佳、体操指導者
- 1974年 - 鈴康寛、俳優
- 1974年 - 三遊亭金翔、落語家
- 1974年 - 吉田統彦、政治家、元衆議院議員
- 1975年 - 砂田和俊、ミュージシャン（サンタラ）
- 1975年 - ガブリエラ・サボー、陸上選手
- 1975年 - 立川こしら、落語家、落語立川流
- 1975年 - トラヴィス・バーカー、音楽プロデューサー、ドラマー
- 1975年 - 吉村玉緒、女優
- 1975年 - 益田博隆、放送作家、元お笑い芸人（元フロントページ）
- 1976年 - 大嶋記胤、プロボクサー
- 1977年 - 南周平、俳優
- 1977年 - オービー・トライス、ラッパー
- 1977年 - ブライアン・ディーツェン、俳優
- 1977年 - サラ・ジェイ、ポルノ女優
- 1978年 - 鈴木洋美、元ビーチバレー選手
- 1978年 - 横須賀ゆめな、元歌手
- 1978年 - Cherry、ミュージシャン（Baby Boo）
- 1978年 - 劉芙豪、プロ野球選手
- 1978年 - ゼイビア・ネイディ、元プロ野球選手
- 1979年 - デュアネル・サンチェス、元プロ野球選手
- 1979年 - 鈴木サチ、ファッションモデル
- 1979年 - 仁井山征弘、ミュージシャン
- 1979年 - にわつとむ、俳優
- 1979年 - オスレイディス・メネンデス、陸上競技選手
- 1979年 - スティーブ・リトル、俳優
- 1979年 - 児玉智洋、お笑いタレント（サルゴリラ）
- 1980年 - 木村由姫、元歌手
- 1980年 - カルロス・カベサス、バスケットボール選手
- 1980年 - 桑原康伸、ミュージシャン（ガガガSP）
- 1980年 - 坂本直子、元マラソン選手
- 1980年 - 近藤浩徳、声優
- 1980年 - 前原智子、キャスター、元アナウンサー
- 1980年 - スヴェトラーナ・クリコワ、フィギュアスケート選手
- 1981年 - 大久保藍子、声優
- 1982年 - ミリアム・シュタイネル、フィギュアスケート選手
- 1982年 - 谷川正憲、ミュージシャン（UNCHAIN）
- 1982年 - アンヘル・カストロ、プロ野球選手
- 1982年 - 倪福徳、プロ野球選手
- 1982年 - ローラ・ラムジー、女優
- 1983年 - 秋山良人 、お笑いタレント（あきげん）
- 1983年 - くどうこずえ、タレント
- 1983年 - 高田梢枝、歌手
- 1983年 - ギジェルモ・モスコーソ、プロ野球選手
- 1984年 - MOMIKEN、ベーシスト（SPYAIR）
- 1984年 - フェリックス・ペレス、プロ野球選手
- 1984年 - ヴィンチェンツォ・ニバリ、自転車競技ロードレース選手
- 1984年 - 孫芸、柔道選手
- 1985年 - トーマス・フェルメーレン、サッカー選手
- 1985年 - 江藤愛、アナウンサー
- 1985年 - 田中太郎、元声優
- 1986年 - 片岡安祐美、野球選手、監督
- 1986年 - 江柄子裕樹、元プロ野球選手
- 1986年 - 森安加代子、タレント
- 1987年 - ソフィア・アセファ、陸上競技選手
- 1987年 - 翁長舞、アナウンサー
- 1987年 - ヌール・エル=レファイ、女優
- 1987年 - ブリン・タイラー、ポルノ女優
- 1987年 - ダニエル・サンチェス、野球選手
- 1988年 - 杉林沙織、タレント
- 1988年 - 千代大龍秀政、大相撲力士
- 1988年 - 星井七瀬、タレント
- 1988年 - 大野拓朗、俳優、タレント
- 1988年 - 瀬尾茜、フィギュアスケート選手
- 1989年 - いずみ唯、元グラビアアイドル
- 1989年 - フレディ・ガルビス、プロ野球選手
- 1989年 - 山本亮太、俳優、歌手、タレント
- 1990年 - 赤谷奈緒子、ファッションモデル
- 1990年 - 松本直晃、プロ野球選手
- 1990年 - 赤間謙、元プロ野球選手
- 1990年 - 七海れん、元タレント
- 1990年 - ヤズマニー・トマス、プロ野球選手
- 1991年 - 平松可奈子、タレント（元SKE48）
- 1991年 - 細田智也、政治家
- 1992年 - 越川真美 、ファッションモデル
- 1992年 - 蜂谷由梨奈、ミヤギテレビアナウンサー
- 1993年 - 野村周平、俳優
- 1993年 - 大鶴佐助、俳優
- 1993年 - サミュエル・ユムティティ、サッカー選手
- 1993年 - ベンドラメ礼生、バスケットボール選手
- 1993年 - マネル・ケイプ、総合格闘家
- 1993年 - 涼川絢音、女優、元AV女優
- 1994年 - 栂野理紗子、タレント
- 1994年 - 佐野隼平、ミュージカル俳優
- 1994年 - 平松賢人、俳優、タレント（BOYS AND MEN）
- 1994年 - 佐藤宏樹、アナウンサー
- 1995年 - 内山命、タレント（元SKE48）
- 1995年 - 北村桂香、将棋棋士
- 1995年 - 新海美優、プロゴルファー
- 1995年 - 霜月めあ、コスプレイヤー
- 1996年 - 大原洋人、サーファー
- 1996年 - 西口直人、プロ野球選手
- 1996年 - 植田ひかる、声優
- 1996年 - つぶら[7]、モデル
- 1997年 - 甲斐翔真、俳優
- 1997年 - 木戸衣吹、声優
- 1997年 - 松倉海斗、アイドル (Travis Japan)
- 1997年 - 和田あき、将棋棋士
- 1998年 - 小池美波、アイドル（櫻坂46）
- 1998年 - 畠山紫音、俳優
- 2001年 - 香月杏珠、グラビアアイドル
- 2003年 - 星野蒼良、元アイドル（元ばってん少女隊）
- 2005年 - 内田未来[8]、女優
- 2005年 - 水瀬めいか、アイドル（iNTOYOU)
- 2005年 - 山田美紅羽、女優
- 2005年 - 張峻瑋、プロ野球選手
- 生年不詳 - こばやしひよこ、漫画家
- 生年不詳 - 工藤雅久、声優
- 生年不詳 - Yumiko (振付師)、ダンサー、振付師
- 生年不詳 - 玉屋2060%、ミュージシャン（Wienners）

## 忌日

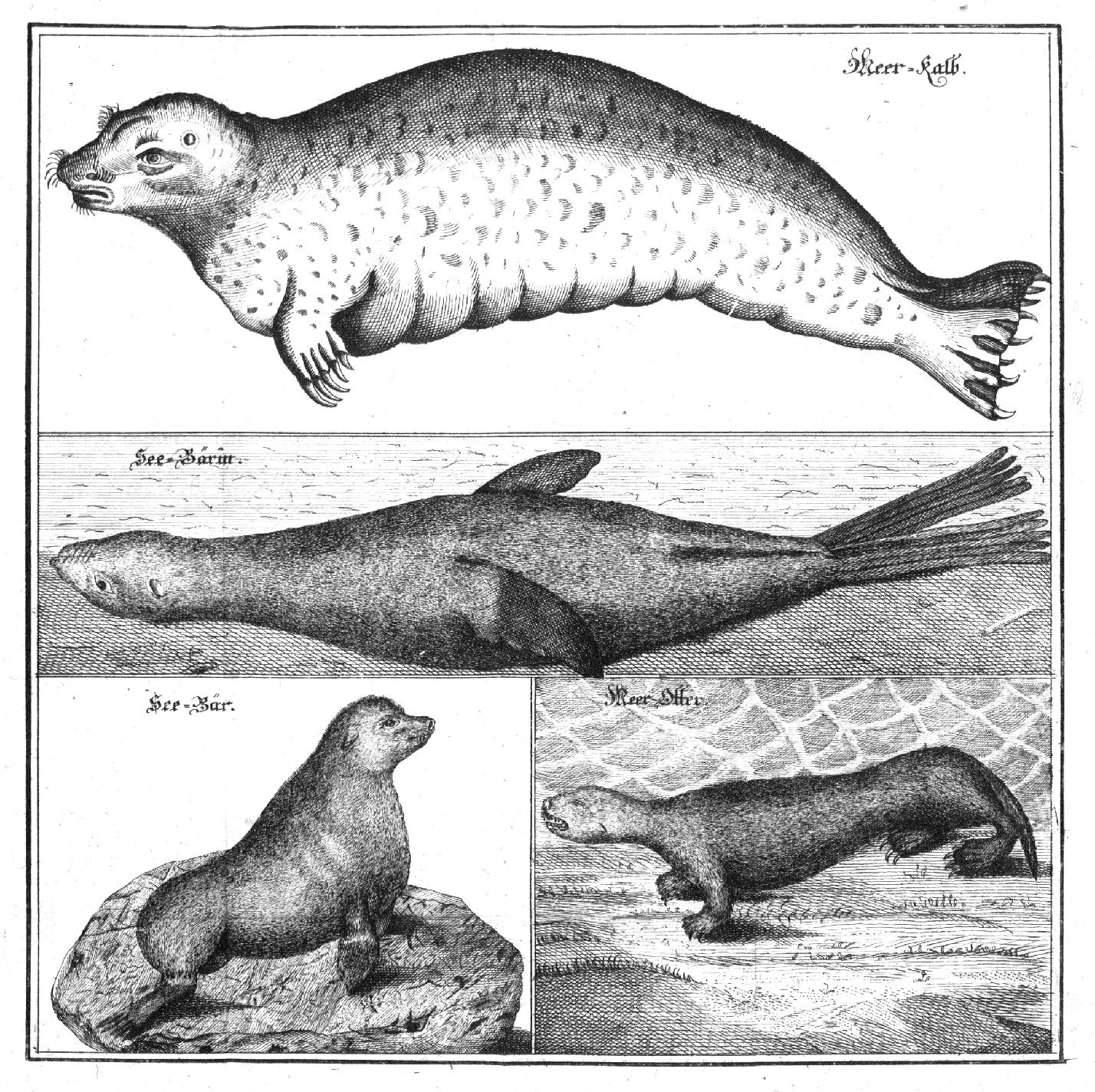
ベーリングの探検に同行したゲオルク・シュテラー(1709-1746)、帰路で病没。彼の観察日記がステラーカイギュウ絶滅の原因となった

| 若者は決して実現しない願望を抱き、老人は起こりもしなかったことを回想する。自分の限界を本当に知っているのは中年だけだ――『レジノルド』(1904) |

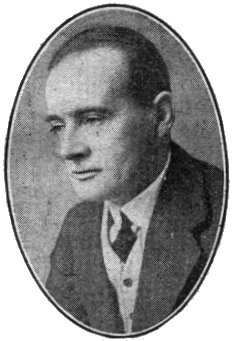
イギリスの小説家、サキ(1870-1916)、第一次世界大戦で戦死

- 565年 - ユスティニアヌス1世、東ローマ皇帝（* 483年）
- 669年（天智天皇8年10月16日） - 藤原鎌足、飛鳥時代の廷臣、藤原氏始祖（* 614年）
- 871年（貞観13年9月28日） - 藤原順子、仁明天皇女御（* 809年）
- 976年（開宝9年10月20日） - 趙匡胤、北宋の初代皇帝（* 927年）
- 1007年（寛弘4年10月2日） - 敦道親王、平安時代の皇族（* 981年）
- 1263年 - アレクサンドル・ネフスキー、ウラジーミル大公（* 1220年）
- 1274年（文永11年10月15日） - 平景隆、鎌倉時代の武将
- 1282年（弘安5年10月13日） - 日蓮、日蓮宗各派の祖（* 1222年）
- 1540年 - ロッソ・フィオレンティーノ、画家（* 1494年）
- 1556年 - ジョヴァンニ・デッラ・カーザ（英語版）、詩人、外交官、聖職者、異端審問官、作家（* 1503年）
- 1612年（慶長17年10月22日） - 六角義治、近江国の戦国大名（* 1545年）
- 1614年（慶長19年10月13日） - 清水義親、戦国武将（* 1582年）
- 1625年 - ジュリオ・チェーザレ・プロカッチーニ、画家、彫刻家（* 1574年）
- 1687年 - ネル・グウィン、イングランド王チャールズ2世の愛人（* 1650年）
- 1691年（元禄4年9月25日） - 土佐光起、絵師（* 1617年）
- 1716年 - ゴットフリート・ライプニッツ、数学者（* 1646年）
- 1726年（享保11年10月21日） - 伏見宮邦永親王、江戸時代の皇族（* 1676年）
- 1734年 - ルイーズ・ケルアイユ、イングランド王チャールズ2世の愛人（* 1649年）
- 1746年 - ゲオルグ・ヴィルヘルム・シュテラー、探検家、博物学者（* 1709年）
- 1788年 - ジャン・ドミニク・マラルディ、天文学者（* 1709年）
- 1798年（寛政10年10月7日） - 安島直円、和算家（* 1732年）
- 1808年（文化5年9月26日） - 樺山久言、薩摩藩家老（* 1776年）
- 1825年 - ジャン・パウル、小説家（* 1763年）
- 1829年 - ルイ＝ニコラ・ヴォークラン、化学者（* 1763年）
- 1831年 - イグナツ・プライエル、作曲家（* 1757年）
- 1831年 - ゲオルク・ヴィルヘルム・フリードリヒ・ヘーゲル、哲学者（* 1770年）
- 1832年 - ラスムス・ラスク、言語学者（* 1787年）
- 1844年 - フローラ・トリスタン、作家、社会主義者、社会改革運動家、フェミニスト（* 1803年）
- 1847年 - ヨセフ・ユングマン、言語学者、詩人（* 1773年）
- 1866年 - ミゲル1世、ポルトガル王（* 1802年）
- 1871年（明治4年10月24日） - 斎藤弥九郎、剣客（* 1798年）
- 1886年 - ベギエ・ド・シャンクルトワ、地質学者、鉱物学者（* 1820年）
- 1897年 - ジュゼッピーナ・ストレッポーニ、ソプラノ歌手（* 1815年）
- 1898年 - 4代目橘家圓太郎、落語家（* 1845年）
- 1899年 - フェルディナント・ティーマン、化学者、ライマー・ティーマン反応共同発見者（* 1848年）
- 1905年 - ロバート・ホワイトヘッド（英語版）、機械技術者（* 1823年）
- 1908年（光緒34年10月21日） - 光緒帝、第11代清皇帝（* 1871年）
- 1915年 - テオドル・レシェティツキ、ピアニスト、教育者（* 1830年）
- 1916年 - サキ、小説家（* 1870年）
- 1922年 - カール・ミヒャエル・ツィーラー、作曲家（* 1843年）
- 1922年 - ルドルフ・チェーレン、政治学者、政治家（* 1864年）
- 1923年 - 島田三郎、第18代衆議院議長（* 1852年）
- 1929年 - カマラ、野生児（* 生年不詳）
- 1929年 - ジョー・マクギニティ、プロ野球選手（* 1871年）
- 1930年 - 楊開慧、革命家、政治活動家（* 1901年）
- 1937年 - 東宮鉄男、軍人（* 1892年）
- 1938年 - ハンス・クリスチャン・グラム、細菌学者（* 1853年）
- 1940年 - アルベール・カーン、実業家、銀行家（* 1860年）
- 1941年 - 阪谷芳郎、政治家、大蔵大臣（* 1863年）
- 1944年 - フレッシュ・カーロイ、ヴァイオリニスト、教育者（* 1873年）
- 1946年 - マヌエル・デ・ファリャ、作曲家（* 1876年）
- 1949年 - 松平恒雄、外交官、政治家、参議院議長（* 1877年）
- 1956年 - 丸木スマ、画家（* 1875年）
- 1956年 - 田中好、政治家（* 1886年）
- 1956年 - 三輪寿壮、法律家、政治家（* 1894年）
- 1957年 - ジェイ・マクリーン（英語版）、医学者（* 1890年）
- 1966年 - 吉田善吾、海軍大臣、連合艦隊司令長官（* 1885年）
- 1966年 - 亀井勝一郎、文芸評論家（* 1907年）
- 1969年 - ファニー・ローゼンフェルド、陸上競技選手（* 1903年～1905年の間）
- 1971年 - 金田一京助、言語学者（* 1882年）
- 1973年 - 石山正三、ロシア語学者、ロシア文学研究者（* 1914年）
- 1974年 - 池田敏雄、コンピュータ技術者（* 1923年）
- 1974年 - 堀久作、経営者（* 1900年）
- 1975年 - 倉石武四郎、中国文学者（* 1897年）
- 1977年 - リチャード・アディンセル、作曲家（* 1904年）
- 1977年 - 5代目嵐芳三郎、歌舞伎役者（* 1907年）
- 1977年 - 石原吉郎、詩人、エッセイスト、歌人、俳人（* 1915年）
- 1985年 - 顧維鈞、外交官（* 1888年）
- 1985年 - ドミトリ・ベリャーエフ、遺伝学者（* 1917年）
- 1986年 - 円地文子、小説家（* 1905年）
- 1987年 - 森下泰、実業家、政治家、元森下仁丹社長（* 1921年）
- 1988年 - 三木武夫、政治家、第66代内閣総理大臣（* 1907年）
- 1990年 - 森清、図書館司書（* 1906年）
- 1991年 - 依田義賢、脚本家（* 1909年）
- 1991年 - トニー・リチャードソン、映画監督（* 1928年）
- 1992年 - エルンスト・ハッペル、サッカー選手（* 1925年）
- 1992年 - ジョージ・アダムス、ジャズサックス奏者（* 1940年）
- 1993年 - 野坂参三、日本共産党の指導者（* 1892年）
- 1995年 - 向井潤吉、洋画家（* 1901年）
- 1997年 - 斎藤清、版画家（* 1907年）
- 1999年 - 守住有信、政治家（* 1924年）
- 2000年 - 東野英心、俳優（* 1942年）
- 2001年 - 緑川洋一、写真家（* 1915年）
- 2001年 - 永原秀一、脚本家（* 1940年）
- 2002年 - 内野熊一郎、漢文学者（* 1904年）
- 2002年 - エディ・ブラッケン、俳優、コメディアン、歌手（* 1915年）
- 2003年 - エルンスト・ボーデンゾーン、作曲家、フルーティスト（* 1914年）
- 2004年 - ミシェル・コロンビエ、音楽プロデューサー、キーボーディスト（* 1939年）
- 2005年 - タカーチュ・イェネー、作曲家（* 1902年）
- 2005年 - 酒井琢朗、人類学者、愛知学院大学名誉教授（* 1917年）
- 2005年 - 小山昭晴、元プロ野球選手（* 1960年）
- 2006年 - 渡辺謙太郎、アナウンサー（* 1930年）
- 2008年 - 大塚弥寿男、元プロ野球選手（* 1943年）
- 2008年 - ツベタンカ・フリストワ、円盤投選手（* 1962年）
- 2009年 - 大浦みずき、女優（* 1956年）
- 2009年 - 日高敏隆、動物行動学者、京都大学名誉教授（* 1930年）
- 2010年 - 三ヶ月章、民事訴訟法学者、第56代法務大臣、東京大学名誉教授（* 1921年)
- 2011年 - 土屋隆夫、小説家、推理作家（* 1917年）
- 2011年 - 浜田雄史、俳優（* 1931年）
- 2013年 - 森田桂、実業家、元武田薬品工業社長（* 1925年）
- 2014年 - グレン・A・ラーソン、テレビプロデューサー、脚本家（* 1937年）
- 2014年 - 秦野敦崇、俳優（* 1977年）
- 2015年 - 花岡宗助、官僚、元大阪ガス副社長、第9代日本自転車振興会会長 （* 1925年）
- 2015年 - ニック・ボックウィンクル、プロレスラー（* 1934年）
- 2015年 - 山根伸介、コメディアン（チャンバラトリオ）（* 1937年）
- 2015年 - 阿藤快、俳優（* 1946年)
- 2016年 - 原口清、歴史学者、名城大学名誉教授（* 1922年）
- 2016年 - 高井研一郎、漫画家（* 1937年）
- 2016年 - 五島正規、医師、政治家（* 1939年）
- 2016年 - 井上勲、歴史学者、学習院大学名誉教授（* 1940年）
- 2017年 - 塩見孝也、新左翼活動家、元赤軍派議長、最高指導者（* 1941年）
- 2018年 - 鍾士元、実業家、政治家（* 1917年）
- 2018年 - 青木生子、国文学者、万葉集研究家、元日本女子大学学長（* 1920年）
- 2018年 - フェルナンド・デル・パソ、小説家、詩人（* 1935年）
- 2018年 - 佐山雅弘、ジャズピアニスト、作曲家（* 1953年）
- 2019年 - 伊藤光男、物理化学者、東北大学名誉教授（* 1929年）
- 2019年 - ブランコ・ラスティグ、映画プロデューサー（* 1932年）
- 2019年 - 村木文郎、実業家、元野母商船社長（* 1933年）
- 2019年 - 木村汎、政治学者、北海道大学名誉教授、国際日本文化研究センター名誉教授（* 1936年）
- 2019年 - 阪上善秀、政治家、元兵庫県宝塚市長（* 1947年）
- 2020年 - 清水鳩子[9]、活動家、元主婦連合会会長（* 1924年）
- 2021年 - 日比野弘、ラグビー指導者、元ラグビー日本代表監督、早稲田大学人間科学部名誉教授（* 1934年）
- 2021年 - 中村英樹、美術評論家、名古屋造形大学名誉教授（* 1940年）
- 2022年 - バージニア・マクローリン、スーパーセンテナリアン（* 1909年）
- 2022年 - 下谷政弘、経済学者、前福井県立大学学長、京都大学名誉教授（* 1944年）
- 2022年 - 梁田清之、声優（*1965年）
- 2022年 - 林家市楼、落語家（* 1980年）
- 2023年 - 飯島泰蔵、工学者、東京工科大学名誉教授、東京工業大学名誉教授（* 1925年）
- 2023年 - ピーター・サイドラー、実業家、元サンディエゴ・パドレスオーナー（* 1960年）
- 2024年 - 徳武定祐、プロ野球選手（* 1938年）
- 2024年 - 火野正平、俳優（* 1949年）

## 記念日・年中行事
- 世界糖尿病デー
国際デーの一つ。インスリンを発見したカナダ人医師、フレデリック・バンティングの誕生日。国際糖尿病連合と世界保健機関が実施していた記念日であったが、2006年12月の国連総会で「糖尿病の全世界的脅威を認知する決議」が採択され、あわせて世界糖尿病デーが国連の記念日と定められた[10]。
- パチンコの日（ 日本）
全国遊技業協同組合連合会（現 全日本遊技事業協同組合連合会）が1979年に制定。1966年のこの日に同会が通産省から正式に認可を受けたことを記念。「パチパチ」の語呂合せで8月8日にするという案もあったが、8月は2月とともに「ニッパチ月」と呼ばれて客の数が減る月であるため、ボーナス期を控え客の増加が見込まれる11月を記念日とした。日本遊技機工業組合が制定したパチンコの日は8月8日である。
- 人生100年時代の日（ 日本）
アサヒ飲料株式会社が制定。人生100年時代を迎えるにあたり、自分の健康を見つめ直す日とし、同社の健康飲料を生活の中に取り入れてもらうことで、より多くの人の健康をサポートするのが目的。日付は、「11（いい）14（とし）」の語呂合わせ[11]。
- いい石の日（ 日本）
山梨県石材加工業協同組合が1992年に制定[12]。「いい(11)石(14)」の語呂合せと、石工職人が尊ぶ聖徳太子の命日にちなんで決められた。
- アンチエイジングの日（ 日本）
NPO法人アンチエイジングネットワークが2007年に制定。「いい(11)年(14)」の語呂合せ。
- 埼玉県民の日（ 埼玉県）
明治4年11月14日に廃藩置県によって埼玉県が誕生したことに由来し、その100年後にあたる1971年に埼玉県が制定。東武鉄道等のJR東日本を除く埼玉県を通る各鉄道では、この日にあわせ「埼玉県民の日フリーきっぷ」を発売している。
- 大分県民の日（ 大分県）
明治4年11月14日に廃藩置県によって大分県という名称が初めて用いられたことに由来し、「大分県あすをつくる県民運動推進協議会総会」で決議。
- 医師に感謝する日（ 日本）
医療施設支援事業を展開する株式会社Dプラスが2009年に制定。
お世話になっている主治医に感謝の気持ちを込めてハンカチを贈ろうと提案している。
日付は「人（患者）と人（医師）を結ぶ医師の日」の語呂合わせ（11が人と人。14が医師）。